# فدراسیون اروپایی اتحادیه کارگری جایگزین
فدراسیون اروپایی اتحادیه کارگری جایگزین (به ایتالیایی: Federazione europea del sindacalismo alternativo) یا (FESAL) در سپتامبر ۲۰۰۳ در برلین به وجود آمد. این ارگان جایگزین کنفدراسیون اروپایی سندیکاها (CES) شد که تا ان موقع تنها اتحادیه اروپایی بود.

## گسترش
FESAL خیلی سریع در محیط آموزشی گسترش پیدا کرد و به علائم تجاری پایه در کشورهای مختلف اروپایی رسید.
- ایتالیا: فدراسیون اتحادیه کمیته‌های مدارس
- سوئیس: سندیکای مستقل دانشجویان و کارآموزان (SISA) و سندیکای حرفه‌ای (SIP)
- اسپانیا: کنفدراسیون سراسری کار (CGT)
- فرانسه: آموزش و پروش گرونوبل و پاریس

اولین کنگره FESAL به دعوت سندیکای سوئیسی SISA در شهر لوکارنو، سوئیس در ۲۹ و ۳۰ آوریل ۲۰۰۶ برگزار شد. در آن کنگره اولین انشعاب شکل می‌گیرد: در واقع نمایندگان فرانسوی سندیکای میهمان را به غیر آزاد بودن و نیز برقراری رابطه با فدراسیون سندیکای جهانی (FSM) که محتوای کمونیستی داشته و مرکز آن در یونان می‌باشد و بسیار نزدیک به دولت کوبا قضاوت می‌شود، متهم می‌کنند.